# Lisa Emery
Lisa Emery, née le 29 janvier 1952, est une comédienne américaine qui joue au théâtre, au cinéma et à la télévision. Elle est connue pour son interprétation du rôle de Darlene Snell, dans la série télévisée Ozark.

## Biographie
Lisa Emery naît le 29 janvier 1952 à Pittsburgh, aux États-Unis. Fille d'une comédienne et d'un directeur de publicité, elle fréquente le Hollins College, où elle envisage dans un premier temps d'étudier la peinture, avant de se tourner vers des cours de théâtre qui lui semblent plus ludiques. Elle obtient son diplôme, puis étudie à la Circle in the Square Theatre School. Elle déménage à New York, où elle s'inscrit au programme Circle in the Square Theatre School, avant de participer à des auditions.

## Carrière
Lisa Emery  est nommée trois fois aux Drama Desk Award, dans la catégorie meilleure comédienne dans une pièce de théâtre.
En 1987, elle obtient des rôles dans les pièces de théâtre The Prime of Miss Jean Brodie, Talley & Son et Brûlez tout. En 1991, elle joue dans Marvin's Room. En 1999, elle joue dans les pièces The Matchmaker et Dinner with Friends puis, l'année suivante, dans What the Butler Saw. En 2001, elle joue dans Rumors et Present Laughter. En 2005, elle joue dans Abigail's Party puis, en 2011, dans Relatively Speaking. Charles Isherwood, critique pour The New York Times, la qualifie alors de « fine actrice », pour sa prestation dans le rôle de Carla, dans cette pièce.
Au cinéma, elle joue notamment dans les films Une carte du monde, Infidèle, The Night Listener et Margot va au mariage.
À la télévision, elle joue un rôle récurrent dans Ed et fait des apparitions dans New York, police judiciaire, Sex and the City, New York, unité spéciale, New York, section criminelle, New York 911, Fringe, Damages et Jessica Jones. Depuis 2017, elle joue également dans la série télévisée Ozark. En juillet 2020, lors d'un entretien accordé au journal The Natural Aristocrat, Lisa Emery explique apprécier la nature imprévisible de son personnage Darlene Snell, dans cette série : « Every time I get a script, I’m surprised, which is great. It’s not like, ‘Oh, there she goes again!’ I think it’s unpredictable what a great mother she is in her own way » (« Chaque fois que je reçois un script, je suis surprise, ce qui est génial. Ce n'est pas comme si je me disais : "Oh, la revoilà !". Je pense que c'est imprévisible de voir à quel point elle est une mère formidable à sa façon »).

## Vie privée
Mariée au comédien Josh Pais, Lisa Emery vit à East Village. Leur fils, Zane, joue avec sa mère dans Margot at the Wedding. Elle ne cherche pas à faire carrière au cinéma ou à la télévision et n'a pas de stratégie carriériste, ainsi qu'elle l'explique : « I take it as it comes... Perhaps I'd regret it if I were less happy now. I live perfectly well and love what I do » (« Je prends les choses comme elles viennent... Peut-être que je le regretterais si j'étais moins heureuse maintenant. Je vis parfaitement bien et j'aime ce que je fais »).

## Prix et nominations

### Prix
- 2003-04 : Obie Awards, Performance exceptionnelle, avec Iron[8]

### Nominations
- 1992 : Drama Desk Award : Meilleure actrice dans une pièce de théâtre, dans Marvin's Room
- 2004 : Lucille Lortel Award : Meilleure actrice principale, dans Iron
- 2006 : Drama Desk Award : Meilleure actrice dans une pièce de théâtre, dans Abigail's Party
- 2009 : Lucille Lortel Award, Meilleure actrice vedette, dans Distracted
- 2011 : Drama Desk Award : Meilleure actrice dans une pièce de théâtre, dans The Collection & A Kind of Alaska[9]

## Filmographie

### Cinéma
- 1986 : Dreamaniac : Rosie
- 1990 : How to Be Louise : Nancy
- 1994 : Loup : Invitée à la fête
- 1997 : Entrée et sortie : Journaliste
- 1998 : Harvest : Alicia Yates
- 1999 : Une carte du monde : Susan Durkin
- 2002 : Infidèle : Beth
- 2002 : Oncle Roger : Femme à la barre
- 2002 : People I know : Elsa Nye
- 2003 : Marci X : Parent
- 2006 : The Night Listener : Darlie Noone
- 2006 : Out there : Kris
- 2006 : Brother's Shadow : Sylvie
- 2007 : Margot va au mariage : Femme avec son chien
- 2009 : Âmes en stock : Cynthia
- 2013 : Admission : Mrs. Pressman
- 2021 : Catch the Fair One : Debra

### Télévision

#### Téléfilms
- 2001 : Far East : Julia Anderson
- 2002 : Stage on Screen, The Women : Nancy Blake

#### Séries télévisées
- 1985 : Doubletake : Brenda
- 1990 : H.E.L.P., épisode "Steam Heat" : Corinne Butler
- 1991 : New York, police judiciaire (saison 2, épisode 10) : Katrina Van Brocklen
- 1993 : As the World Turns, épisode du 15 janvier 1933 : Dawn Wheeler
- 1993 : Class of '96, épisode Parents Weekend : Mrs. Farr
- 1994 : New York, police judiciaire (saison 5, épisode 9) : Alice Huntley
- 1998 : Sex and the City, épisode Three's a Crowd
- 2000 : Madigan Men, épisode The Kid's Alright : Brooke Payton
- 2000 : New York, police judiciaire (saison 10, épisode 19) : Gwen Graham
- 2002 - 2004 : Ed, 3 épisodes : Rita Vesse
- 2002 : New York, unité spéciale (saison 4, épisode 9) : Mary Ellen Lesinski
- 2003 : Queens Supreme, épisode Permanent Markers : Mrs. Ali
- 2003 : The Jury, épisode Too Jung to Die : Anneliese Rose
- 2003 : New York, police judiciaire (saison 13, épisode 22) : Meg Lafferty
- 2005 : New York 911, épisode The Kitchen Sink : Ms. Perry
- 2005 : New York, Cours de justice, épisode The Abominable Showman : Lynn Blaylock
- 2005 : New York, unité spéciale (saison 7, épisode 7) : Anna Gable
- 2007 : Damages, épisode Sort of Like a Family : Laura Watkins
- 2008 : La Loi de Canterbury, épisode Baggage : Juge de première instance
- 2008 : New York, section criminelle (saison 7, épisode 18) : La mère de Callie
- 2008 : Fringe, épisode The Cure : Paula Kramer
- 2009 : New York, police judiciaire (saison 19, épisode 13) : Weller
- 2011 : Louie, 2 épisodes : Karleen
- 2014 : Traque en série, épisode Rocking the Boat : Irma
- 2015 : Elementary, épisode Absconded : Mrs. Barnes
- 2015 : Jessica Jones, 4 épisodes : Louise Thompson
- 2017 - 2022 : Ozark, 30 épisodes : Darlene Snell
- 2018 : The Sinner, Part III : Carolyn
- 2019 : Madam Secretary, épisode Proxy War : Maggie Brixton
- 2019 : Blindspot, épisode Everybody Hates Kathy : Linda Weller